# Hōjō Shigetoki
Hōjō Shigetoki (jap. 北条 重時; * 11. September 1198 (Kenkyū 9/6/6); † 26. November 1261 (Kōchō 1/11/3)) war ein Angehöriger der das Kamakura-Shogunat dominierenden Familie zu einer Zeit als sich echte feudale Strukturen auszubilden begannen. Er war als Mittler zwischen dem kaiserlichen Hof und dem Bakufu erfolgreich. Seine Schriften werfen ein Licht auf die kontemporäre Ethik seiner Klasse.

## Lebensweg
Zur Zeit der Geburt von Hōjō Shigetoki war sein Großvater Hōjō Tokimasa der Berater des Shoguns Minamoto no Yoritomo († 1199), der mit Shigetokis Tante Masako verheiratet war. Er ist der drittälteste Sohn des späteren shikken Hōjō Yoshitoki († 1224). Seine Mutter war Hime no Mae.

### Kamakura-Bakufu
Shigetokis Karriere begann im Alter von 21 im siebten Monat 1219, als er Teil der Ehrenwache war, die den kindlichen Shogun Mitora von Kyōto nach Kamakura geleitete. Er trat dabei unter dem Namen Mutsu Samburō (陸奥三郎, d. h. „dritter Sohn [des Provinzgouverneurs] von Mutsu“ = Yoshitoki) auf. Im selben Jahr wurde der erste Vorsteher (bettō) des neugeschaffenen Kosamuraidokoro, das Wachaufgaben wahrzunehmen hatte. Dabei fungierte er auch als Schwertträger für den jungen Shogun auf Ausflügen. Am Jōkyū-Krieg nahm er nicht teil. Zum 1223/10/13 wurde eine shogunale Leibwache (kinjūban) geschaffen, mit Shigetoki als erstem Hauptmann (bis 1230). Weiterhin war er, ebenfalls bis 1230 Mentor des Shogun, der 1224 für volljährig erklärt wurde. 1228 vermittelte er das miai zwischen dem zehnjährigen Shogun und Take Gosho (30, überlebende Tochter des Minamoto Yoriie), die Hochzeit fand vier Jahre später statt.
Unter Go-Toba, erhielt erstmals einen Hofrang, zusammen mit der Ernennung als shuri no gonsuke. Wichtiger waren jedoch seine Gouverneursstellungen (kami) in Provinzen, die als bungoku dem Bakufu zugeordnet waren. Dies war zunächst die Provinz Suruga (1223). Im folgenden Jahr, als sein Bruder Hōjō Yasutoki shikken geworden war, erhielt er – als shugo – zusätzlich die Provinz Shinano. Diese Stellung hielt er auch nach seiner Ernennung zum tandai, seine Nachfahren hielten das Amt für mehrere Generationen.

### Tandai in Kyōto
Yasutoki entschied 1230/2/19, dass sein Bruder, der sich inzwischen gute Kenntnisse des Zeremoniells erworben hatte, in Kyōto als einer der beiden Tandai das Bakufu bei Hofe, wo er fünf Wochen später ankam, repräsentieren sollte. Dabei kam es auf diplomatisches Geschick an. Zu seinen Aufgaben gehörte auch die polizeiliche Kontrolle der Hauptstadt, eine Aufgabe, die er offensichtlich ausgezeichnet wahrnahm. Als 1242 Hōjō Tokimori aus dem Amt des „südlichen“ Tandai ausschied, hielt Shigetoki beide Posten bis 1247.
Nach der landesweiten Hungersnot von 1229 bis 1232 war es seine Aufgabe – er war 1231 noch shugo der Provinz Wakasa geworden –, die Ordnung im Lande wiederherzustellen und den Fluss der Ernteerträge in die Hauptstadt zu sichern. Den aufmüpfigen sōhei trat er 1233 ebenso wie den Mönchssoldaten vom Kōya-san entschieden entgegen. Einfluss auf die hofadligen Familien übte er hauptsächlich durch gesellschaftlichen Umgang, selten durch Druck, aus.
Nachdem er 1236 gegen Krieger, die Getreidelieferungen in die Hauptstadt abfingen vorgegangen war, wurde ihm vom Hof der obere folgende fünfte Hofrang verliehen. Bereits im nächsten Jahr kam die Ernennung zum nominelle Gouverneur der Provinz Sagami, die tatsächlich von den Miura verwaltet wurde. In zeitgenössischen Dokumenten ist er ab diesem Zeitpunkt als Sagami no kami bekannt. Als sich sein Bruder Yasutoki mit dem Shogun fast das ganze Jahr 1238 bei Hofe aufhielt, erhielt er mit der Rangerhöhung in den unteren wirklichen fünften Rang das Recht der „himmlischen Majestät“ in privater Audienz gegenüberzutreten. Seine Beziehungen zum Hof waren gut, in Kyōto veranlasste er die Einrichtung von Polizeiposten und einer Straßenbeleuchtung. Ab 1241, das Jahr in dem auch sein Renga-Lehrer und Freund Fujiwara no Taika starb, übernahm der Tandai noch die Jurisdiktion über Mordfälle in Kyōto.
Am Thronfolgestreit 1242 scheint Shigetoki nicht aktiv gewesen zu sein, jedoch unterstützte das Bakufu den Sohn Tsuchimikados († 1231), Go-Saga (reg. 1243–46), der ein williges Werkzeug des Bakufu wurde. Bedeutend aktiver war er in den Nachfolgefragen der Shogune 1244–46, als er den erzwungenen Rücktritt des Yoritsune († 1256) unterstützte. Yoritsune wurde nach seiner Absetzung als „Gast“ in der Residenz des Tandai unter Kontrolle gehalten.
In den Provinzen war es nötig, dass er wichtige Tempel, so zum Beispiel 1244 den Hachiman-Schrein in Usa gegen Übergriffe schützen ließ. Innerhalb seines Amtsbereiches lagen auch die Teile Shikokus und Kyushus, die am stärksten von Plünderungen durch akutō („Banden üblen Volkes“) und Piraten betroffen. Die Kampagne gegen diese ab 1245 zeigte nur begrenzten Erfolg.
Als die Hōjō 1247/6/5 in Kamakura begannen, ihre Gegenspieler, die Miura auszuschalten, erhielt er am 9. des Monats den Befehl alle Miura und ihre Gefolgsleute in Westjapan abzuschlachten. Die meisten Hinrichtungen erfolgten außerhalb an der Straße nach Kamakura.

### Rensho
Unmittelbar nach dem erfolgreichen Abschluss der Mission erhielt er den Befehl, sich nach Kamakura zu begeben, wo er 1247/7/17 ankam. Zehn Tage später wurde er zum Stellvertreter des shikken ernannt. Dieses Amt, seit 1240 vakant, trug die Bezeichnung Rensho (連署). Seine Ernennung stärkte weiter die Position der Familie im Rat (Hyōjōshū). Im Amt des Tandai folgte ihm sein Sohn Nagatoki (1247/7/18) nach. Shigetoki wurde nochmal zum Tutor eines minderjährigen Shogun, diesmal dem 10-jährigen Yoritsugu.
1249 erhielt er vom Hof die Ernennung e. h. zum Gouverneur der „wilden“ Provinz Mutsu, die für ihn primär eine Quelle zusätzlichen Einkommens war. 1252 intrigierte er gegen Yoritsugu und erreichte vom Hof dessen Absetzung. In Folge begann die Praxis als Shogune kaiserliche Prinzen zu installieren, beginnend mit Munetaka. Die Hōjō glaubten nun ihre Machtstellung auf immer gesichert zu haben.
Nachdem er bereits 1254 Zeichen der Amtsmüdigkeit gezeigt hatte, trat er 1256/3/11 als Rensho zurück. Er blieb jedoch noch beratend am politischen Tagesgeschäft beteiligt. Bald darauf wurde er Laienpriester (入道, nyūdō) der Kegon-shū, bis zu seinem Tode wurde er dann Anhänger der Jōdō-shū.
Im vierten Monat des Jahres 1261 besuchten der Shogun und seine Frau Shigetokis Villa im Stil eines Tempels, die er neu hatte errichten lassen. Fünf Wochen danach erkrankte er an einer Form der Malaria. Nachdem sich die Krankheit zunächst besserte, erlitt er vier Monate später einen Rückfall, den er nicht überlebte, so dass er 1261/11/3 verstarb. Die Villa wurde unter seinem Sohn Nagatoki zum Tempel Gokuraku-ji unter der Leitung des Mönches Ninshō ausgebaut.

### Familie
Frauen:
- eine Tochter von Taira no Tokichika, die ihn überlebte, Mutter von Nagatoki und wahrscheinlich Tokishige.

Söhne:
1. Tametoki † 1235, 8-jährig an Pocken
2. Hōjō Nagatoki (1230–1264), amtierte als shikken: 1256–1264
3. Hōjō Tokishige *1241; ab 1256 Tandai
4. Naritoki
5. Yoshimasa

Tochter:
- verheiratet mit Tokiyori, Mutter des shikken Hōjō Tokimune (1251–1284)

### Werke
Für seinen Sohn, Nachfolger im Rokuhara, verfasste er Verhaltensregeln unter dem Titel Rokuhara-dono no kakun ("Hauslehre des Herrn von Rokuhara"). Er der erste Angehörige der Kriegerkaste, der derartige kakun, die in höfischen Familien üblich waren, erstellte.
Zu der Zeit, als er sich bereits zurückgezogen hatte, verfasste er noch das in 99 Abschnitte gegliederte Gokurakiuji-dono no go-shōsoku ("Briefe des Herrn von Gokurakiuji"), eine Morallehre, die, vom buddhistischen Geist durchweht, einen guten Einblick in die damaligen Sitten gibt, aber durchaus heute noch angebracht wären.
- Rokuhara Sagami no kami no shisoku wo oshiuru … (vor 1247)
- 10 seiner waka wurden in eine kaiserliche Anthologie mit aufgenommen